# Carex confertospicata
Espèce
Classification phylogénétique
Carex confertospicata est une espèce de plantes du genre Carex et de la famille des Cyperaceae.